# Mandalgowi
Mandalgowi (mong. Мандалговь, wym. /mantəɮɢɔw̜ʲ/) – miasto w Mongolii położone w odległości 340 kilometrów na południe od Ułan Bator, siedziba administracyjna ajmaku środkowogobijskiego.
W 2010 roku liczyło 10,9 tys. mieszkańców, na początku lat 80. XX wieku około 10 tysięcy. Prawie cała populacja reprezentowana jest przez Chałchasów. W latach 80. XX wieku działała cegielnia, fabryka elementów żelbetonowych i niewielki kombinat spożywczy produkujący chleb, wyroby cukiernicze i napoje (różne odmiany lemoniady). W mieście jest Muzeum Ajmaku i klasztor lamajski powstały w 1991 roku. 